# Cichlasoma sanctifranciscense
Cichlasoma sanctifranciscense, popularmente referido como acará ou acará-comum, é uma espécie da família dos ciclídeos (Cichlidae) e do gênero Cichlasoma. Foi descrita em 1973 por Sven Kullander.

## Etimologia
O nome genérico Cichlasoma do grego kichlḗ (γῆ), que significa "bodião", e sȭma (σῶμα), que significa "corpo". O nome popular cará ou acará é uma designação comum a diversos peixes da família dos ciclídeos. O termo deriva do tupi aka'ra, no sentido de "escamoso, cascudo", e foi registrado pela primeira vez em 1587.

## Taxonomia e sistemática
Cichlasoma sanctifranciscense foi descrito pela primeira vez por Sven Kullander em 1983. Seu holótipo é NMW 32714 e sua localidade-tipo é a lagoa Viana, no sistema do rio São Francisco, no estado da Bahia.

## Distribuição e habitat
Cichlasoma sanctifranciscense ocorre no rio São Francisco, desde as cabeceiras até a foz, bem como em lagoas e drenagens costeiras próximas a Salvador, nos estados de Minas Gerais, Bahia, Alagoas, Sergipe e Pernambuco. Há registros incertos de sua ocorrência no lagoa de Parnaguá, na bacia do rio Parnaíba (estados do Ceará, Maranhão e Piauí). Segundo Lima e Caires (2011), também é listado para o rio do Sono, afluente do rio Tocantins, na região das Águas Emendadas (na Estação Ecológica Serra Geral do Tocantins), abrangendo os estados de Tocantins e Bahia. Há ainda registro para o trecho do Tocantins que banha o estado de Goiás. Habita lagoas marginais e represas do rio São Francisco, mas também pode ser encontrada nos riachos e rios maiores.

## Ecologia
Cichlasoma sanctifranciscense é uma espécie onívora, com preferência por insetos, conforme apontam estudos sobre dieta e estrutura trófica de comunidades de peixes em lagoas marginais do trecho médio do São Francisco. Em pesquisa realizada em uma lagoa marginal do trecho sub-médio do mesmo rio, a espécie foi classificada como invertívora. Informações etnoecológicas baseadas no conhecimento de pescadores da região indicam que o corró - nome popular atribuído à espécie - se alimenta de peixes pequenos e ovas, constrói ninhos e exerce cuidado parental, apresentando comportamento agressivo na defesa da prole.

## Conservação
A União Internacional para a Conservação da Natureza (UICN) classifica Cichlasoma sanctifranciscense como pouco preocupante (LC), pois é relativamente comum e abundante, é encontrado em ambientes lênticos, sua população aparente estar estável e não foram identificadas ameaças que coloquem a espécie em risco. Em 2018, foi classificada como pouco preocupante (LC) no Livro Vermelho da Fauna Brasileira Ameaçada de Extinção do Instituto Chico Mendes de Conservação da Biodiversidade (ICMBio). A espécie está presente em várias áreas de conservação:
- Área de Proteção Ambiental Cavernas do Peruaçu (APA Cavernas do Peruaçu)
- Estação Ecológica Serra Geral do Tocantins (ESEC Serra Geral do Tocantins)
- Parque Nacional Cavernas do Peruaçu (PARNA Cavernas do Peruaçu)
- Parque Nacional Grande Sertão Veredas (PARNA Grande Sertão Veredas)
- Parque Nacional Nascentes do Rio Parnaíba (PARNA Nascentes do Rio Parnaíba)
- Área de Proteção Ambiental da Bacia do Rio de Janeiro (APA Bacia do Rio de Janeiro)
- Área de Proteção Ambiental da Bacia do Rio Pandeiros (APA Bacia do Rio Pandeiros)
- Área de Proteção Ambiental da Baía de Camamu (APA Baía de Camamu)
- Área de Proteção Ambiental Estadual Cochá e Gibão (APA Cochá e Gibão)
- Área de Proteção Ambiental do Catolé e Fernão Velho (APA Catolé e Fernão Velho)
- Área de Proteção Ambiental do Rio Preto (APA Rio Preto)
- Área de Proteção Ambiental dos Morros Garapenses (APA Morros Garapenses)
- Área de Proteção Ambiental Dunas e Veredas do Baixo-Médio São Francisco (APA Dunas e Veredas do Baixo-Médio São Francisco)
- Área de Proteção Ambiental Marimbus-Iraquara (APA Marimbus/Iraquara)
- Parque Estadual da Lagoa do Cajueiro (PE Lagoa do Cajueiro)
- Parque Estadual da Mata Seca (PE Mata Seca)
- Parque Estadual Veredas do Peruaçu (PE Veredas do Peruaçu)
- Reserva Particular do Patrimônio Natural Guará (RPPN Guará)